# Олькова, Ираида (Ирина) Ивановна
Ираида (Ирина) Ивановна Олькова (1919, с. Глинское (Глинки) или дер. Голендухина, Екатеринбургский уезд, Екатеринбургская губерния — 1995, Екатеринбург) — советская лётчица-истребитель, командир звена 586-го истребительного авиационного полка ВВС СССР, участница Великой Отечественной войны. Совершила 150 боевых вылетов, в составе пары сбила один вражеский самолёт. После войны работала инструктором в аэроклубе.

## Биография

### Ранние годы
Родилась в 1919 году. По разным данным, местом рождения является село Глинское (Глинки) или деревня Голендухина Глинской волости Екатеринбургского уезда Екатеринбургской губернии (ныне в Режевском районе Свердловской области). По национальности русская. Перед Великой Отечественной войной окончила Ульяновская летно-техническая школа (1941), работала инструктором-лётчиком в Свердловский аэроклуб.
Мать — Евдокия Абросимовна — во время войны работала колхозницей в артели «Оборона» несмотря на больное сердце.

### Служба в полку
В Красной Армии с 1941 года. С декабря 1941 — командир звена 586-го истребительного авиационного полка. В феврале 1942 участвовала в обороне Энгельса, с апреля — Саратова. К февралю 1943 совершила 27 боевых вылетов на Як-1.
С марта 1943 года на Воронежском фронте прикрывала Воронеж и войска Степного фронта. 29 апреля 1943 в паре с Ольгой Яковлевой сбила многоцелевой немецкий самолёт Junkers Ju 88.
С сентября по ноябрь 1943 года прикрывала объекты района Курска, затем — Киева и переправы через Днепр. Участвовала в Корсунь-Шевченковской операции, затем прикрывала города Житомир, Бельцы, Котовск[уточнить], Будапешт и Дебрецен.
Всего за войну — 150 боевых вылетов, 1 воздушная победа в составе пары.

### После войны
Демобилизована в ноябре 1945 года. Работала инструктором-лётчиком в Свердловском аэроклубе, обучая молодых лётчиков.
Мы очень гордились, что наш инструктор — боевой лётчик с орденскими планками на груди... Я помню свой первый самостоятельный вылет и как Ирина Ивановна бежала встречать мой самолёт.
Была замужем за лётчиком Михаилом Афанасьевичем Смахтиным, погибшим при испытании самолёта и носила его фамилию.
Скончалась на 76-м году жизни в 1995 году в Екатеринбурге.

## Характер и воспоминания
Командир звена и партийный организатор эскадрильи, пользовалась уважением у коллег:
Мы — боевая пара, Ира — ведущая. Мне было спокойно с ней в воздухе... Ира ориентировалась в воздухе, как птица...
Валентина Гвоздикова
Любила встречать рассветы в небе, тщательно готовила самолёт с техником, пока не была уверена в полной готовности.
В рассветный час взлетит, бывало, и встречает в воздухе рождение утра... кажется, что воздух, настоенный на аромате луговых трав, проникает в кабину.
Ирина Олькова, командир звена и парторг эскадрильи, умела находить общий язык с подругами по полку. Её мягкий уральский говор был слышен у крыла самолёта перед вылетом и в землянке во время отдыха, когда девушки часто пели фронтовые песни.

## Награды
- Орден Отечественной войны II степени (06.04.1985)[4]
- Орден Красной Звезды (22.02.1943)[4]
- Медаль «За победу над Германией»
- Другие медали

## Воздушные победы
| Дата       | Доля победы | Тип самолёта | Место                   | Примечание     |
| ---------- | ----------- | ------------ | ----------------------- | -------------- |
| 29.04.1943 | 1/2         | Ju 88        | Озерки (район Воронежа) | в составе пары |